# Meus dois centavos
Meus dois centavos do inglês: "My two cents" é uma expressão idiomática originalmente americana que sugere que a pessoa vai fazer uma pequena contribuição sobre um assunto. Ela também pode ser usada na versão estendida: "colocar meus dois centavos em" do original em inglês "put my two cents in". Dependendo da situação a expressão pode ter uma conotação irônica. A pessoa que diz pode ser um profundo conhecedor de algum assunto e esses "two cents" é mais do que uma pequena contribuição. Também há a expressão "A penny for your thoughts" significando que pagaria (um centavo) para saber o que estás pensando.